# TIPS
TIPS (auch: TIPSS) ist die Abkürzung für einen transjugulären intrahepatischen portosystemischen (Stent-)Shunt und bezeichnet eine angiografisch geschaffene Verbindung zwischen der Pfortader und der Lebervene durch die Leber hindurch (portosystemischer Shunt). Mit dem TIPS soll erreicht werden, dass ein gewisser Teil des Blutflusses von der Pfortader nicht in die Leber, sondern direkt in den großen Blutkreislauf fließt. Eingesetzt wird ein TIPS in der Behandlung eines Pfortaderhochdrucks.

## Beschreibung
Pfortaderhochdruck (portale Hypertension) beschreibt die Druckerhöhung im Stromgebiet der Vena portae. Dies kann zu varikösen Umgehungskreislaufen (Ösophagusvarizen, Fundusvarizen, hypertensive Gastropathie, Caput medusae) mit Blutungsgefahr führen, ebenso zur Splenomegalie und Aszites. Meistens ist der Pfortaderhochdruck die Folge einer Leberzirrhose. Durch den TIPS, der eine in der Leber („intrahepatisch“) gelegene Kurzschlussverbindung (Shunt) zwischen Pfortader und Lebervene darstellt, wird ein gewisser Teil des Blutflusses an der Leber vorbei durch die Lebervene in die Vena cava inferior und somit direkt in den großen Blutkreislauf abgeleitet. Die Höhe des Anteils des Blutflusses, der an der Leber vorbei geleitet werden soll, kann durch den Durchmesser des TIPS variiert werden. Dadurch kann die Leber aber auch weniger ihrer Entgiftungsfunktion nachkommen, da das Blut zum Teil ohne Passage durch die Leber abfließt. Der TIPS, welcher im Wesentlichen aus Metall besteht (zum Teil ist er auch noch mit Kunststoff beschichtet), ist ungefähr 4–5 cm lang und hat einen Durchmesser von etwa 6–10 mm.

## Indikationen
- Mittelgradiger bis schwerer Aszites: Wenn Aszites konservativ (das heißt mittels forcierter Diurese oder Aszitespunktionen) nicht ausreichend behandelt werden kann, besteht ein erwiesener Nutzen eines TIPS.[1]
- Akute Varizenblutung (Notfall-TIPS): Wenn durch endoskopische und medikamentöse Maßnahmen (z. B. Terlipressin, Somatostatin) keine Blutstillung erreicht werden kann. Wird ein TIPS notfallmäßig bei einer nicht kontrollierbaren Blutung angelegt, besteht jedoch eine hohe Letalität.
- Sekundärprophylaxe von Varizenblutungen (nach Erstblutung): Neben der medikamentösen und endoskopischen Therapie ist die TIPS-Implantation eine wirksame Therapie von Varizen, wenn diese bereits zu einer stärkeren Varizenblutung geführt hatten.[2] Wenn es bereits einmal zu einer Varizenblutung gekommen war, besteht eine hohe Wahrscheinlichkeit einer erneuten Blutung.
- Hypertensive Gastropathie: Bei rezidivierenden Blutungen, die Bluttransfusionen notwendig machen.[3]
- Budd-Chiari-Syndrom: eine seltene Indikation, bei der durch einen Verschluss der Lebervenen ein Leberversagen droht. Die TIPS-Anlage bei dieser seltenen Erkrankung führt meist zu guten Ergebnissen mit Wiederherstellung der Leberperfusion und Funktion.[4]
- Exzessive Splenomegalie: Dies ist eine seltene Indikation, die in Fällen in Frage kommt, in denen eine Splenektomie nicht möglich oder nicht erwünscht ist.
- (Primär-)Prophylaxe einer Erstblutung aus Varizen: Varizen werden zunächst medikamentös behandelt (z. B. mit Propranolol). Wenn dies nicht ausreicht, werden endoskopische Maßnahmen (Sklerosierung oder Gummibandligatur) durchgeführt. Ob bei Versagen all dieser Möglichkeiten auch ein TIPS prophylaktisch eingesetzt werden sollte (also wenn es noch nie zuvor zu einer Blutung gekommen war), ist noch nicht abschließend geklärt. Jedoch kann dies im Einzelfall erwogen werden, es ist dann ein Abwägen aus den Risiken, die durch eine TIPS-Implantation entstehen mit den Risiken, die durch die Gefahr einer Varizenblutung entstehen.

## Kontraindikationen
- kavernöse Pfortaderthrombose
- Rechtsherzinsuffizienz
- Pulmonale Hypertonie[3]
- Spontane bakterielle Peritonitis
- Polyzystische Lebererkrankung
- sehr schlechte Gerinnungswerte (INR > 2) oder Thrombozytopenie (< 50.000/µl)
- Hepatische Enzephalopathie
- Hepatozelluläres Karzinom (HCC)

## Geschichte
Seit den 1960er Jahren wurden zur Behandlung der portalen Hypertension auf operativem Weg portocavale, mesocavale und peritoneovenöse Shunts angelegt. In den folgenden Jahren wurden verschiedene experimentelle Versuche unternommen, um auf nicht-operativen Weg einen transjugulären portosystemischen Shunt zu etablieren, ohne aber die Stufe der klinischen Anwendbarkeit zu erreichen. Das gelang 1982 erstmals Colapinto, jedoch waren seiner Methode keine Langzeiterfolge beschieden, denn die von ihm per Ballondilatation geschaffenen  Shunttrakte zwischen Lebervene und Pfortader kollabierten ohne Abstützung durch Stents (Metallprothesen) bald und führten zu Verschlüssen des Traktes. Der endgültige Durchbruch gelang erst, nachdem Julio Palmaz 1985 in experimentellen Grundlagenarbeiten die erstmalige Schienung des Parenchymtraktes in Hunden mit den von ihm entwickelten Stents (flexible Metallgitter) vorstellte. Nach einer Weiterentwicklung dieser Stents führten M. Rössle, G.M. Richter, G. Nöldge und J. Palmaz in der Radiologie des UKL Freiburg im Januar 1988 die erste erfolgreiche TIPSS-Anlage an einem Patienten mit Leberzirrhose und portaler Hypertension durch.
Aufgrund der geringen Belastung für den Patienten gewinnt der TIPS als Alternative zum chirurgischen Vorgehen zunehmend an Bedeutung. Gegenüber einem chirurgisch angelegten portocavalen Shunt (mit einer portokavalen Anastomose) bietet der TIPS den Vorteil, dass eine spätere Lebertransplantation nicht erschwert oder verhindert wird.

## Technik
Am Hals wird meist die Vena jugularis punktiert und ein Angiographiekatheter über die Vena cava superior durch den Vorhof in die Vena cava inferior geschoben. Dies geschieht unter Durchleuchtungskontrolle in einer Angiografie. Mittels speziell geformter Sondierungskatheter wird eine Lebervene (in der Regel die rechte Lebervene) sondiert und nach Einführen stabiler Führungskatheter/Schleusen eine sehr stabile, steuerbare Hohlkanüle (TIPS-Kanüle) in die Lebervene eingebracht. Mit dieser TIPS-Kanüle wird (meist mittels Einsatzes eines Ultraschallgerätes gesteuert) durch die Unterfläche der sondierten Lebervene und weiter durch das Leberparenchym auf die intrahepatische Pfortader hin gestochen (punktiert). Nach erfolgreicher Punktion der Pfortader wird mittels Ballondilatation eine intrahepatische Verbindung (Shunt) zwischen der Lebervene und einem Ast der Pfortader geschaffen. Dieser Trakt wird dann mit Hilfe einer Metallendoprothese, (Stent) offengehalten. Es gibt neben ballonexpandierbaren Stents (sehr gute Aufstellkraft, eingeschränkte Flexibilität), selbstexpandierbare Stents (gute Aufstellkraft, sehr gute Flexibilität), speziell für den TIPS entwickelte, mit Kunststoff beschichtete Stents (gute Aufstellkraft, sehr gute Flexibilität, geringere Häufigkeit von Verschlüssen) zum Einsatz.
Da die Punktion der Pfortaderwand sowie die Dilatationen schmerzhaft sind, erfolgt die TIPS-Anlage meist in Analgosedierung (abhängig von der klinischen Situation des Patienten auch in Intubationsnarkose).
Die TIPS-Anlage stellt eine technisch aufwendige Intervention dar, die daher in der Regel nur in großen Krankenhäusern oder in Universitätskliniken durchgeführt wird.

## Komplikationen
Hier muss zwischen frühen, meist Angiographie-assoziierten Komplikationen und Spätfolgen durch die TIPS-Anlage unterschieden werden.
Die häufigste Komplikation bei der TIPS-Anlage liegt in der Blutungsgefahr. Die größte Gefahr während der TIPS-Anlage liegt in einer Punktion der durch Lebergewebe nicht gedeckten (extrahepatischen) Pfortader, was bei einem Nichterkennen dieser Komplikation akute Lebensgefahr für den Patienten bedeutet.
Durch die Umverteilung des Blutflusses (ein Teil des Pfortaderflusses fließt nun quasi ungefiltert nicht mehr in das Leberparenchym, sondern durch den TIPS-Trakt am Leberparenchym vorbei in den Vorhof) begünstigt eine TIPS-Anlage die Entwicklung einer hepatischen Enzephalopathie. Die Enzephalopathierate nach TIPS-Anlage liegt bei 15–40 %. Bei der Verwendung ballonexpandierbarer Stents ist es jedoch möglich, diese mittels entsprechender Ballondilatationskatheter in ihrem Durchmesser stufenweise zu erweitern und so den portosystemischen Druckgradienten (also den Druckunterschied zwischen der Pfortader und dem Vorhof) schrittweise an jeden Patienten anzupassen. So erfordert die Behandlung des Therapie-refraktären Aszites einen niedrigeren Zieldruck als ein TIPS aufgrund einer stattgehabten Ösophagusvarizenblutung.
Ein TIPS kann durch die Verwendung körperfremden Materials (Metall / Kunststoff) eine Reaktion der Gefäßwand auslösen, auch mit möglicher Ausbildung einer Neogefäßwand auf den Metallstreben (sog. Neointimabildung). Je nach Ausbildung dieser Schicht innerhalb des Lumen des TIPS-Traktes kann es zu einer Shuntstenose oder -dysfunktion in bis zu 50 % der Fälle kommen. Daher müssen Patienten mit einem TIPS engmaschig nachkontrolliert werden. Hier kommt neben dem Einsatz des Duplexultraschalls (Vorteil: keine Invasivität / Nachteil: suboptimale Ergebnisse nach der Einlage eines kunststoffbeschichteten Stentgrafts) auch eine erneute Angiographie zum Einsatz. In den einzelnen Zentren werden unterschiedliche Zeitintervalle für die Kontrollen verwendet, jedoch ist von einer Reinterventionsnotwendigkeit (z. B. erneute Ballondilatation oder Verlängerung des TIPS-Traktes mittels eines weiteren Stents) von circa 50–75 % im ersten postinterventionellen Jahr auszugehen.